# Giocondo Dalla Rizza
Giocondo Dalla Rizza (Loria, 11 gennaio 1960) è un ex ciclista su strada italiano.
Professionista dal 1983 al 1984, partecipò a due edizioni del Giro d'Italia.

## Carriera
Da dilettante vinse il Trofeo Mauro Pizzoli e il Trofeo Città di Castelfidardo nel 1982. Da professionista ottenne alcuni piazzamenti come un terzo posto in una tappa del Tour de l'Avenir del 1983 e il terzo posto nella classifica giovani del Giro d'Italia 1984.

## Palmarès

### Altri successi
- 1982

Trofeo Mauro Pizzoli
Trofeo Città di Castelfidardo

## Piazzamenti

### Grandi Giri
- Giro d'Italia

1983: 87º
1984: 49º

### Classiche monumento
- Milano-Sanremo

1983: 37º